# Microtreta frontale
Microtreta frontale är en tvåvingeart som beskrevs av Amnon Freidberg 2002. Microtreta frontale ingår i släktet Microtreta och familjen borrflugor.
Artens utbredningsområde är Kenya. Inga underarter finns listade i Catalogue of Life.